# Мистерии (сериал)
„Мистерии“ на английски: Mysterious Ways) е канадско-американска телевизионна научна фантастика и драматична поредица, произведена в къщата от някогашния PAX TV, съвместно с Lionsgate Television и CTV. Той е отменен през 2002 г. след 2 сезона.